# 25715 Lizmariemako
25715 Lizmariemako è un asteroide della fascia principale. Scoperto nel 2000, presenta un'orbita caratterizzata da un semiasse maggiore pari a 2,3974277 UA e da un'eccentricità di 0,1736832, inclinata di 4,50553° rispetto all'eclittica.
L'asteroide è intitolato a Elizabeth ("Liza") Marie Mako (1991), studentessa premiata nel 2009 al concorso internazionale Intel per la Scienza e l'Ingegneria.